# 퉁쯔단
퉁쯔단 (중국어: 童子蛋, 병음: tóngzǐdàn, 한자음: 동자단)은 중국 저장성 둥양시의 전통 음식이다. 달걀을 주로 10세 이하 어린 소년의 오줌을 이용하여 삶은 것이다.

## 역사
어떠한 이유로 꼭 남자아이의 오줌이여야 하는지는 잘 알려져있지 않으며, 둥양시에서 수백년간 행해온 전통이다. 하지만 이 지역에서는 오랜 세월간 오줌이 건강에 도움을 준다고 믿었으며 과거에는 직접 섭취하는 요로법 또한 발달했다. 과거 중국 소농들에게는 달걀이 사실상 유일하게 쉽게 구할 수 있는 단백질원이었다. 농민들은 땅에서 대부분 벼를 재배했으며, 작은 땅을 이용해 가금류나 돼지를 키우기도 했다. 이로써 일반 농민들도 달걀을 쉽게 구할 수 있었고, 오줌이 몸에 좋다는 믿음과 함께 퉁쯔단 소비가 늘어나게 되었다.

## 조리
우선 달걀을 남자아이 오줌에 담근다. 이후 달걀을 오줌채로 삶는다. 삶은 후 달걀 껍데기를 살짝 깨고 새 오줌에 담근다. 그러면 달걀이 껍데기 금 사이로 들어온 오줌에 의해 염지되면서 서서히 졸아든다. 이 과정은 보통 하루 전체가 소모된다. 여러 약초를 담가 삶는 방법도 있다. 조리가 끝난 퉁쯔단은 흰자는 금색 색조를 띄고 노른자는 녹색이다. 퉁쯔단은 유래와 염지 방법이 피단과 비슷하지만, 피단은 오줌을 사용하지 않고 더 널리 퍼져있다.

## 오늘날
퉁쯔단은 오늘날 둥양시에서 금기시되다기보다는 전통 문화로 받아들여진다. 퉁쯔단 행상인들은 주변 소학교에 가 특히 10세 이하 남자아이 소변을 모은다. 둥양시 주민들은 퉁쯔단을 사먹는 것 뿐만 아니라 가족이나 친인척 남자아이의 소변을 이용해 직접 만들어 먹기도 한다. 오늘날 의학계에서는 오줌을 마시는 행위에는 건강상 이익이 거의 없다고 하지만, 아직도 퉁쯔단을 소비하는 둥양시 시민이 많다. 2012년 기준으로 퉁쯔단은 1.5위안에 팔리며, 일반적인 삶은 달걀 가격의 2배이다.

## 건강상 영향과 전통의료
요로법은 중국 민간요법과 중의학의 큰 틀을 차지한다. 중의학에서 오줌을 끓이고 말려 결정화시킨 것은 인중백(중국어: 人中白, 병음: rénzhōngbái)이라고 부르며, 염증 반응 완화와 입과 피부의 진균증에 효과가 있다고 알려져 있다. 또한 중의학에서는 오줌에 담근 달걀을 먹으면 부족한 음기를 보충하고, 열을 낮추며, 혈액순환이 잘 된다고 한다. 둥양시 주민들은 퉁쯔단이 더위를 먹는 것 또한 예방해준다고 주장한다. 하지만 현대 의학게에서는 요로법을 사실상 믿지 않으며, 오줌은 사람 신체에서 배출된 배설물이며 건강에 도움이 되는 물질은 거의 없다고 주장한다.

## 같이 보기
- 요로법
- 차예단
- 피단